# Rinaldo Piraccini
Rinaldo Piraccini (Stresa, 14 dicembre 1958) è un allenatore di calcio ed ex calciatore italiano.

## Carriera

### Giocatore
È stato un buon centrocampista che ha militato per anni nei campionati professionistici. È riuscito a giocare in serie A con la maglia della Lazio in una sola stagione, conclusasi con la salvezza dei biancocelesti all'ultima giornata. La sua carriera è stata contrassegnata da numerosi infortuni che ne hanno condizionato lo sviluppo.
Ha complessivamente totalizzato 16 presenze in Serie A e 98 presenze e 2 reti in Serie B con le maglie di Foggia, Pistoiese e Modena; tre presenze con la rappresentativa under 21 di serie C nella stagione 1978-1979 e due gare con l'under 23 di serie B tra il 1980 ed il 1982.

### Allenatore
Finita la carriera da calciatore, è tornato nel suo paese natale. Ha conseguito nel 1995 l'abilitazione da allenatore professionista UEFA A ed ha allenato diverse squadre dilettantistiche.
Nell'aprile 2008 è arrivato in finale nella Coppa Italia di Promozione, dove il suo Verbania ha perso contro il FC Cervere. Rimane sulla panchina piemontese fino all'ottobre successivo, quando viene esonerato.
Dal 2001 al 2018 ha ricoperto l'incarico di referente provinciale dell'Attività di Base presso la Delegazione FIGC-LND del V.C.O. di cui oggi è prezioso collaboratore per la parte legata alle categorie Piccoli Amici e Primi Calci

## Palmarès

### Giocatore

#### Competizioni nazionali
- Serie D: 1

Omegna: 1976-1977
- Serie C1: 2

Foggia: 1979-1980
Modena: 1989-1990